# Hydrobia djerbaensis
Hydrobia djerbaensis is een slakkensoort uit de familie van de Hydrobiidae. De wetenschappelijke naam van de soort is voor het eerst geldig gepubliceerd in 2002 door Wilke, Pfenninger & Davis.